# Sergei Wladimirowitsch Semenichin
Sergei Wladimirowitsch Semenichin (russisch Сергей Владимирович Семенихин; * 14. Dezember 1944 in Moskau; † 12. September 2019 ebenda) war ein sowjetisch-russischer Informatiker.

## Leben
Semenichin, Sohn des Maschinenbauingenieurs und späteren Direktors des Forschungsinstituts für Automatentechnik Wladimir Semenichin, studierte am Moskauer Energetischen Institut (MEI) mit Abschluss 1968.
Nach dem Studienabschluss wurde Semenichin eine Arbeitsstelle im Moskauer Institut für Feinmechanik und Rechnertechnik (ITMiWT) der Akademie der Wissenschaften der UdSSR (AN-SSSR, seit 1991 Russische Akademie der Wissenschaften (RAN)) zugewiesen. Dort begann er seine Arbeit unter der Leitung Sergei Lebedews als Konstrukteur, um dann Leiter der Software-Abteilung zu werden. Mit seiner Arbeit trug Semenichin wesentlich zur Entwicklung der Rechnerarchitektur und der Betriebssysteme der Elbrus-Supercomputer-Serie bei, die eine wichtige Rolle in der sowjetischen Wissenschaft, Verteidigung und Raumfahrt spielte.
Infolge des Zerfalls der Sowjetunion entstand 1992 aus Abteilungen des ITMiWT als Aktiengesellschaft MZST das Moskauer Zentrum für SPARC-Technologie. Dort beteiligte sich Semenichin an der Entwicklung von Echtzeitbetriebssystemen für die SPARC-Architektur. Ab 2004 arbeitete er in der Moskauer Intel-Filiale, wo er einer der führenden Projekt-Leiter für die Entwicklung von Betriebssystemen für neue Architekturen war. 2007 kehrte er zur MZST zurück, die mit der aus dem Bruk-Institut für Elektronische Steuerungsmaschinen (INEUM) der AN-SSSR entstandenen Öffentlichen Aktiengesellschaft INEUM kooperierte. Dort leitete er den wissenschaftlichen Teil der Entwicklung der Betriebssysteme für die Architekturen Elbrus, SPARC und x86.
Semenichin war Inhaber zahlreicher in- und ausländischer Patente. Er war zum Doktor der technischen Wissenschaften promoviert und zum Professor ernannt worden. Er starb nach langer Krankheit.

## Ehrungen, Preise
- Orden des Roten Banners der Arbeit[5]
- Leninpreis[5]
- Verdienter Wissenschaftler der Russischen Föderation (2002)[6]